# Guerra gótica (376-382)
La guerra gótica de 376-382 es el nombre que se le da a una serie de batallas entre el Imperio romano de Oriente contra los godos de los Balcanes, entre los años de 376-377 y 382 de nuestra era. La guerra, y en particular la batalla de Adrianópolis, fue uno de los momentos decisivos en la historia del Imperio romano; el primero de una serie de acontecimientos que en el siglo siguiente desembocarían en el desplome del Imperio romano de Occidente.

## Trasfondo
En el verano y el otoño del 376, decenas de miles de godos y de otros pueblos desplazados llegaron a las márgenes del Danubio, en la frontera del Imperio romano, solicitando refugio de los hunos. Fritigerno, líder de los tervingios, apeló al emperador romano Valente para que le permitiera asentarse con su gente en la margen sur del Danubio, donde esperaban encontrar refugio de los hunos que carecían de la habilidad de cruzar el ancho del río con sus fuerzas. Valente lo permitió e incluso ayudó a los godos a cruzar el río, probablemente cerca de la fortaleza de Durostorum (actual Silistra en Bulgaria).
Valente prometió a los godos que les daría tierras, raciones de grano y protección bajo los ejércitos romanos como foederatii. Las razones más importantes para aceptar tan rápidamente a los godos en territorio romano fueron aumentar el tamaño de su ejército y ganar una nueva base tributaria para aumentar su tesoro. La selección de los godos a los que les era permitido cruzar el Danubio era implacable: los débiles, los viejos, y los enfermos fueron dejados a su suerte para defenderse por sí mismos de los hunos. Los que cruzaron debían aceptar que sus armas fuesen confiscadas; sin embargo, los romanos aceptaron sobornos para que pudieran retenerlas.

## Estallido
Con tantas personas en un área tan pequeña, el hambre estalló rápidamente entre los godos, y Roma no pudo suministrar los alimentos ni las tierras prometidos. Condujeron a los godos en grupo a un área de retención temporal rodeada por una guarnición romana armada. Sólo había grano suficiente para la guarnición romana, así que dejaron que los godos murieran de hambre. Los romanos proporcionaron una alternativa cruel: el comercio de esclavos (a menudo niños y mujeres jóvenes) a cambio de carne de perro. Cuando Fritigerno pidió ayuda a Valente, este le dijo que su gente encontraría alimento y comercio en los mercados de la lejana ciudad de Marcianópolis. Sin más alternativa, algunos godos viajaron arduamente al sur en una marcha fúnebre, perdiendo enfermos y viejos a lo largo del camino.
Cuando finalmente alcanzaron las puertas de Marcianópolis, la guarnición militar de la ciudad les negó la entrada y, para añadir más injurias, los romanos trataron de asesinar a los líderes godos durante un banquete, pero fracasaron. Entonces la rebelión abierta empezó. El principal contingente de los godos permaneció por el resto del año 376 y los comienzos del 377 cerca del Danubio, saqueando alimentos de la región inmediata. Las guarniciones romanas pudieron defender fuertes aislados, pero la mayor parte de la región quedó vulnerable al ataque gótico.

## La guerra

Avance godo y principales combates de la contienda.

A finales del invierno del 377, empezó la guerra en serio. Duraría seis años antes de que se restaurara la paz en el 382. Los godos que quedaban se movieron al sur del Danubio y llegaron cerca de Adrianópolis. La respuesta romana fue enviar una fuerza al mando del emperador Valente a encontrar y derrotar a los godos. En 378 Valente se movió al norte de Adrianópolis y fue derrotado (y muerto) en la batalla de Adrianópolis (378) (actual Edirne, Turquía). La victoria permitió que los godos siguieran vagando y saqueando a través de Tracia durante el resto de 378. En 379 los godos encontraron sólo una ligera resistencia romana y avanzaron hacia el noroeste de Dacia, saqueando esa región.
En 380 los godos se dividieron en dos ejércitos, Tervingii y Greuthung, en parte por la dificultad de aprovisionamiento para un número tan grande de gente. Los Greuthungii se movieron hacia el norte, hacia Pannonia, donde fueron derrotados por el emperador del Imperio romano de Occidente, Graciano. Los Tervingii, bajo el mando de Fritigerno, se movieron hacia el sur y el este a Macedonia, donde hicieron que pueblos y ciudades pagaran por su protección antes de saquearlas totalmente. En 381 las fuerzas del Imperio Occidental condujeron a los godos de regreso a Tracia, donde finalmente se hizo la paz el 3 de octubre de 382.

## Consecuencias
Hacia el fin de la guerra, los godos habían matado a un emperador romano, destruido un ejército romano y asolado una gran parte de los Balcanes romanos, algunos de los cuales nunca se recuperaron. El Imperio romano había negociado, por primera vez, un acuerdo de paz con un pueblo bárbaro autónomo dentro de las fronteras del Imperio, situación que para una generación atrás habría sido inconcebible.
La lección no fue olvidada por los otros pueblos ni por los mismos godos, quienes no permanecieron en paz por mucho tiempo. Cien años después, el Imperio Occidental se desplomaría bajo la presión de las invasiones continuas y sería dividido en reinos bárbaros.